# Pays Haut
Cet article possède un paronyme, voir PIO.
Le Pays Haut est un territoire situé au nord des départements de Meurthe-et-Moselle, Meuse et Moselle. Il s’étend sur près de deux-cents communes, allant de la frontière belgo-luxembourgeoise aux environs d'Audun-le-Roman jusqu'à Briey et ses environs. Le territoire est guidé par les villes de Longwy, Val-de-Briey et Longuyon.
Quelques villages du Pays Haut, annexés par l'Allemagne de 1871 à 1918 et de 1940 à 1944 font partie du département de la Moselle.

## Composition
Le Pays Haut est composé des communes suivantes (géographiquement, du nord au sud, d’ouest en est) :
| Commune                  | Habitants (2015) | Intercommunalité                            | Département        |
| ------------------------ | ---------------- | ------------------------------------------- | ------------------ |
| Mont-Saint-Martin        | 8 900            | CA de Longwy                                | Meurthe-et-Moselle |
| Ville-Houdlémont         | 670              | Terre Lorraine du Longuyonnais              | Meurthe-et-Moselle |
| Gorcy                    | 2 656            | CA de Longwy                                | Meurthe-et-Moselle |
| Cosnes-et-Romain         | 2 652            | CA de Longwy                                | Meurthe-et-Moselle |
| Longlaville              | 2 494            | CA de Longwy                                | Meurthe-et-Moselle |
| Saulnes                  | 2 419            | CA de Longwy                                | Meurthe-et-Moselle |
| Saint-Pancré             | 331              | Terre Lorraine du Longuyonnais              | Meurthe-et-Moselle |
| Longwy                   | 14 437           | CA de Longwy                                | Meurthe-et-Moselle |
| Herserange               | 4 361            | CA de Longwy                                | Meurthe-et-Moselle |
| Hussigny-Godbrange       | 3 515            | CA de Longwy                                | Meurthe-et-Moselle |
| Haucourt-Moulaine        | 3 076            | CA de Longwy                                | Meurthe-et-Moselle |
| Allondrelle-la-Malmaison | 638              | Terre Lorraine du Longuyonnais              | Meurthe-et-Moselle |
| Tellancourt              | 562              | Terre Lorraine du Longuyonnais              | Meurthe-et-Moselle |
| Fresnois-la-Montagne     | 422              | Terre Lorraine du Longuyonnais              | Meurthe-et-Moselle |
| Cons-la-Grandville       | 561              | CA de Longwy                                | Meurthe-et-Moselle |
| Villers-la-Chèvre        | 587              | Terre Lorraine du Longuyonnais              | Meurthe-et-Moselle |
| Lexy                     | 3 603            | CA de Longwy                                | Meurthe-et-Moselle |
| Réhon                    | 3 870            | CA de Longwy                                | Meurthe-et-Moselle |
| Mexy                     | 2 303            | CA de Longwy                                | Meurthe-et-Moselle |
| Rédange                  | 979              | Pays Haut Val d'Alzette                     | Moselle            |
| Russange                 | 1 258            | Pays Haut Val d’Alzette                     | Moselle            |
| Audun-le-Tiche           | 6 753            | Pays Haut Val d’Alzette                     | Moselle            |
| Cutry                    | 1 023            | CA de Longwy                                | Meurthe-et-Moselle |
| Chenières                |                  | CA de Longwy                                | Meurthe-et-Moselle |
| Villers-la-Montagne      | 1 482            | CA de Longwy                                | Meurthe-et-Moselle |
| Tiercelet                | 650              | CA de Longwy                                | Meurthe-et-Moselle |
| Montigny-sur-Chiers      |                  | Terre Lorraine du Longuyonnais              | Meurthe-et-Moselle |
| Ugny                     |                  | CA de Longwy                                | Meurthe-et-Moselle |
| Laix                     |                  | CA de Longwy                                | Meurthe-et-Moselle |
| Morfontaine              |                  | CA de Longwy                                | Meurthe-et-Moselle |
| Fillières                |                  | CA de Longwy                                | Meurthe-et-Moselle |
| Thil                     | 1 730            | Pays Haut Val d’Alzette                     | Meurthe-et-Moselle |
| Villerupt                | 9 552            | Pays Haut Val d’Alzette                     | Meurthe-et-Moselle |
| Aumetz                   | 2 307            | Pays Haut Val d’Alzette                     | Moselle            |
| Boulange                 | 2 527            | Pays Haut Val d’Alzette                     | Moselle            |
| Ottange                  | 2 992            | Pays Haut Val d’Alzette                     | Moselle            |
| Bréhain-la-Ville         | 377              | Cœur du Pays-Haut                           | Meurthe-et-Moselle |
| Crusnes                  | 1 574            | Cœur du Pays-Haut                           | Meurthe-et-Moselle |
| Errouville               | 770              | Cœur du Pays-Haut                           | Meurthe-et-Moselle |
| Serrouville              | 723              | Cœur du Pays-Haut                           | Meurthe-et-Moselle |
| Beuvillers               | 408              | Cœur du Pays-Haut                           | Meurthe-et-Moselle |
| Mercy-le-Bas             | 1 289            | Cœur du Pays-Haut                           | Meurthe-et-Moselle |
| Joppécourt               | 166              | Cœur du Pays-Haut                           | Meurthe-et-Moselle |
| Mercy-le-Haut            | 292              | Cœur du Pays-Haut                           | Meurthe-et-Moselle |
| Audun-le-Roman           | 2 519            | Cœur du Pays-Haut                           | Meurthe-et-Moselle |
| Xivry-Circourt           | 284              | Cœur du Pays-Haut                           | Meurthe-et-Moselle |
| Malavillers              | 142              | Cœur du Pays-Haut                           | Meurthe-et-Moselle |
| Sancy                    | 339              | Cœur du Pays-Haut                           | Meurthe-et-Moselle |
| Preutin-Higny            | 141              | Cœur du Pays-Haut                           | Meurthe-et-Moselle |
| Murville                 | 245              | Cœur du Pays-Haut                           | Meurthe-et-Moselle |
| Anderny                  | 262              | Cœur du Pays-Haut                           | Meurthe-et-Moselle |
| Mont-Bonvillers          | 963              | Cœur du Pays-Haut                           | Meurthe-et-Moselle |
| Trieux                   | 2 561            | Cœur du Pays-Haut                           | Meurthe-et-Moselle |
| Domprix                  | 83               | Cœur du Pays-Haut                           | Meurthe-et-Moselle |
| Landres                  | 1 105            | Cœur du Pays-Haut                           | Meurthe-et-Moselle |
| Tucquegnieux             | 2 532            | Cœur du Pays-Haut                           | Meurthe-et-Moselle |
| Avillers                 | 122              | Cœur du Pays-Haut                           | Meurthe-et-Moselle |
| Mairy-Mainville          | 563              | Cœur du Pays-Haut                           | Meurthe-et-Moselle |
| Piennes                  | 2 530            | Cœur du Pays-Haut                           | Meurthe-et-Moselle |
| Bouligny                 | 2 659            | Cœur du Pays-Haut                           | Meuse              |
| Joudreville              | 1 180            | Cœur du Pays-Haut                           | Meurthe-et-Moselle |
| Val-de-Briey             | 5 758            | Orne Lorraine Confluences                   | Meurthe-et-Moselle |
| Joeuf                    | 6 518            | Orne Lorraine Confluences                   | Meurthe-et-Moselle |
| Homécourt                | 6 157            | Orne Lorraine Confluences                   | Meurthe-et-Moselle |
| Montois-la-Montagne      | 2 722            | Communauté de communes du Pays Orne-Moselle | Moselle            |
| Malancourt-la-Montagne   |                  | Communauté de communes du Pays Orne-Moselle | Moselle            |
| Sainte-Marie-aux-Chênes  | 4 289            | Communauté de communes du Pays Orne-Moselle | Moselle            |
| Saint-Privat-la-Montagne | 1 918            | Eurométropole de Metz                       | Moselle            |
| Roncourt                 | 1 018            | Communauté de communes du Pays Orne-Moselle | Moselle            |

## Géographie
Le Pays-Haut est constitué d'un large plateau délimité à l'ouest par la plaine de la Woëvre, à l'est par la vallée de la Moselle qu'il domine, au nord par la Belgique et le Luxembourg, rencontrant notamment le tripoint Belgique-France-Luxembourg, et au sud par la vallée du Rupt de Mad.
Il regroupe plusieurs bassins de vie qui ont pour pôles les villes de Val de Briey, Longwy et Longuyon, et, dans une moindre mesure, les villes de Montmédy et de Stenay.
Loin d'être uniforme, le Pays-Haut présente différents types de paysages :
- Le plateau minier et agricole : bien que l'activité minière (aujourd'hui disparue) s'y soit largement développée depuis la fin du XIXe siècle, le Pays-Haut a conservé une importante activité agricole essentiellement céréalière, qui occupe 80 % de la superficie, avec des paysages de type "openfield".
- De nombreuses forêts, qui recouvrent encore une partie du territoire, les plus vastes se situant sur les sommets des côtes de Moselle (nombreuses forêts domaniales).
- Des vallées étroites et boisées, parfois profondes, dont la sidérurgie avait transformé le paysage. Ayant accueilli une très importante population, ces vallées traversent aujourd'hui une crise profonde en raison de la disparition des activités sidérurgiques. Les friches industrielles (usines désaffectées, cités ouvrières) se multiplient tant dans la vallée de l'Orne (Jœuf, Auboué...) que dans celle de la Chiers (Longwy) pour la Meurthe-et-Moselle, la troisième vallée sidérurgique étant située en Moselle, sur la Fensch. Cette rivière, comme l'Orne, est un affluent de la Moselle (la Chiers est un affluent de la Meuse).
- Le nord du Pays-Haut, longeant la frontière entre la Belgique et la France est taillé en cuestas singulières : les cuestas de Lorraine.

## Géologie

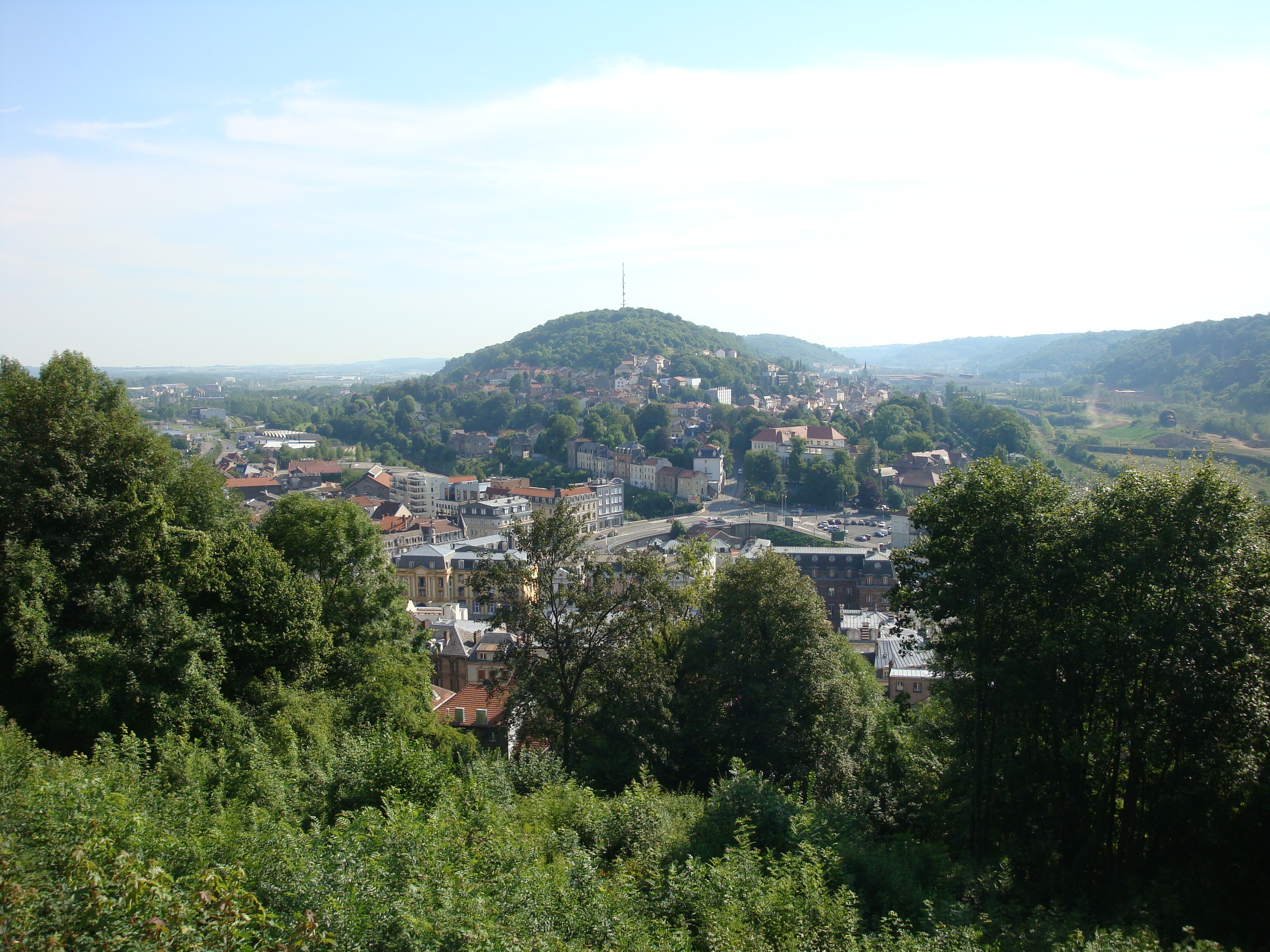
La ville de Longwy, la plus importante du Pays-Haut, est nichée dans la vallée de la Chiers, sur l'une des Cuestas de Lorraine.

Le sous-sol du Pays-Haut est calcaire, comme la presque totalité du sous-sol en Lorraine, exception faite du massif vosgien. 
Ce sous-sol calcaire date du Jurassique moyen, dit Dogger. Il est le résultat d'une série d'immersions et d'émersions d'une vaste pénéplaine sableuse par des mers plus ou moins chaudes et profondes, déposant des couches alternativement dures (calcaire et grès) et souples (argile et marne). Ce phénomène donnera naissance à l'entité géologique dite « bassin parisien ».
Au cours des ères tertiaire et quaternaire, les changements climatiques, l'érosion et l'influence des mouvements tectoniques du massif des Vosges voisin poursuivront le modelage des paysages du Pays-Haut.
La géomorphologie du Pays-Haut se caractérise par un plateau incliné d'Est (sommet des côtes de Moselle, partie la plus élevée, dépassant en plusieurs points les 450 m d'altitude) en Ouest (vers la plaine de la Woëvre, marneuse, au pied des côtes de Meuse). Les reliefs sont peu marqués mais certaines vallées sont relativement encaissées, sous l'action de cours d'eau ayant acquis la puissance suffisante pour "inciser" le plateau. C'est le cas des affluents de la Moselle ou de la Meuse, comme l'Orne à partir de Hatrize, la Chiers au nord, et la Fensch entre les deux, et même des sous-affluents tels le Woigot dès en amont de Briey ou la Crusnes à partir de Serrouville.

## L'activité métallurgique et sidérurgique
La principale caractéristique du sous-sol du Pays-Haut, est le gisement ferrifère qui s'étend sur 94 000 hectares d'un seul tenant. Affleurant au niveau des côtes de Moselle, il s'enfonce vers l'ouest, atteignant 267 m de profondeur à Bouligny, mine de fer la plus occidentale du bassin (et la seule située en Meuse).
Ce filon ferrugineux d'origine sédimentaire a environ 175 millions d'années. Il est constitué d'une douzaine de couches sur une trentaine de mètres d'épaisseur en moyenne.
Seules quatre couches sont véritablement exploitables, car mesurant entre 2,4 et 7 m d'épaisseur.
La teneur en fer du minerai exploité est de l'ordre de 32-34 %, taux relativement faible qui a donné comme surnom au minerai, la Minette lorraine et qui a entraîné une interruption de l'exploitation dès lors que des gisements plus riches et plus rentables avaient été découverts ailleurs dans le monde. En fait, très peu de mines ont fermé par épuisement de la ressource (à partir de 1967). Parmi elles, celle de Landres, dont le personnel a été totalement reclassé au sein de la mine voisine de Mairy-Mainville (31 décembre 1968). Toutes les autres mines ont ensuite cessé leur activité par manque de rentabilité (la dernière en 1997, à Audun-le-Tiche).
Les activités liés à l'extraction du minerai, comme la métallurgie ou la sidérurgie furent le fer de lance de l'économie de la région entre les XIXe et XXe siècles, jusque dans les années 1970 où la crise de la sidérurgie dans le bassin lorrain mit fin à la prospérité de ces industries. Seules quelques usines isolées subsistent encore aujourd'hui.

## Administration
- Le Pays-Haut a donné son nom à l'un des quatre groupements du SDIS 54, les sapeurs-pompiers de Meurthe-et-Moselle.

## Personnalités
- Albert Lebrun, né à Mercy-le-Haut en 1871, président de la République française de 1932 à 1940.
- José Todaro, chanteur lyrique qui vécut à Sainte-Marie-aux-Chênes.
- Françoise de Panafieu, née à Moyeuvre-Grande en 1948, femme politique, maire du 17e arrondissement de Paris.
- Michel Platini, né à Jœuf en 1955, footballeur.
- Aurélie Filippetti, née à Villerupt en 1973, femme politique, ministre de la Culture.
- Florian Laconi, chanteur lyrique, né à Jarny en 1977.
- Geneviève de Fontenay, née à Longwy en 1932.